# Hypogrammodes aeolia
Hypogrammodes aeolia là một loài bướm đêm trong họ Noctuidae.